# Општина Колонешти (Бакау)
Колонешти (рум. Coloneşti) општина је у Румунији у округу Бакау.
Oпштина се налази на надморској висини од 277 m.